# تشاه مشاع بنج (غناباد)
تشاه مشاع بنج (بالإنجليزية: Chah-e Shomareh 5 Markuhak)‏ هي مستوطنة تقع في منطقة مركزية ريفية في إيران. يقدر عدد سكانها بـ 21 نسمة .